# 马霍巴
马霍巴（Mahoba），是印度北方邦馬霍巴县的一个城镇。总人口78806（2001年）。

## 人口
该地2001年总人口78806人，其中男性41986人，女性36820人；0—6岁人口12647人，其中男6636人，女6011人；识字率59.70%，其中男性为67.35%，女性为50.98%。